# Campeonato Paulista de Futebol Feminino de 1999
O Campeonato Paulista de Futebol Feminino de 1999 foi a 7.ª edição deste campeonato. A equipe do São Paulo foi a campeã ao bater a Portuguesa nas finais. A artilheira do torneio foi Kátia Cilene, com 48 gols.

## Participantes
| - Capivariano - Comercial - Inter de Limeira - Jabaquara - Juventus-SP - Lemense - Matonense - Nacional-SP | - Palmeiras - Portuguesa - Rio Preto - Santos - São Bento - São Paulo - Taubaté - União Suzano |

## Primeira fase
|  | Classificados para a fase final |
|  | Eliminados na primeira fase     |

### Grupo A
| Pos | Equipe      | PG | J | V | E | D | GP | GC | SG  |
| --- | ----------- | -- | - | - | - | - | -- | -- | --- |
| 1   | Palmeiras   | 16 | 6 | 5 | 1 | 0 | 37 | 10 | 27  |
| 2   | Juventus-SP | 8  | 6 | 2 | 2 | 2 | 17 | 12 | 5   |
| 3   | Capivariano | 6  | 6 | 1 | 3 | 2 | 13 | 15 | -2  |
| 4   | Comercial   | 3  | 6 | 1 | 0 | 5 | 9  | 39 | -30 |

|             | CAP | COM  | JUV | PAL |
| ----------- | --- | ---- | --- | --- |
| Capivarinao | -   | 3-2  | 0-0 | 2-2 |
| Comercial   | 3-2 | -    | 3-4 | 1-6 |
| Juventus    | 3-3 | 6-0  | -   | 2-3 |
| Palmeiras   | 5-3 | 18-0 | 3-2 | -   |

### Grupo B
| Pos | Equipe    | PG | J | V | E | D | GP | GC | SG  |
| --- | --------- | -- | - | - | - | - | -- | -- | --- |
| 1   | Santos    | 15 | 6 | 5 | 0 | 1 | 12 | 4  | 8   |
| 2   | Lemense   | 12 | 6 | 4 | 0 | 2 | 9  | 4  | 5   |
| 3   | Taubaté   | 7  | 6 | 2 | 1 | 3 | 11 | 12 | -1  |
| 4   | Jabaquara | 1  | 6 | 0 | 1 | 5 | 8  | 20 | -12 |

|           | JAB | LEM | SAN | TAU |
| --------- | --- | --- | --- | --- |
| Jabaquara | -   | 1-2 | 1-5 | 1-1 |
| Lemense   | 4-0 | -   | 0-1 | 2-1 |
| Santos    | 2-0 | 0-1 | -   | 2-1 |
| Taubaté   | 6-5 | 1-0 | 1-2 | -   |

### Grupo C
| Pos | Equipe           | PG | J | V | E | D | GP | GC | SG  |
| --- | ---------------- | -- | - | - | - | - | -- | -- | --- |
| 1   | Portuguesa       | 18 | 6 | 6 | 0 | 0 | 43 | 1  | 42  |
| 2   | Matonense        | 12 | 6 | 4 | 0 | 2 | 17 | 8  | 9   |
| 3   | Inter de Limeira | 6  | 6 | 2 | 0 | 4 | 9  | 18 | -9  |
| 4   | União Suzano     | 0  | 6 | 0 | 0 | 6 | 3  | 45 | -42 |

|                  | INT | MAT | POR  | USU |
| ---------------- | --- | --- | ---- | --- |
| Inter de Limeira | -   | 0-3 | 1-4  | 5-1 |
| Matonense        | 4-0 | -   | 0-2  | 8-0 |
| Portuguesa       | 5-0 | 5-0 | -    | 7-0 |
| U. Suzano        | 1-3 | 1-2 | 0-20 | -   |

### Grupo D
| Pos | Equipe      | PG | J | V | E | D | GP | GC | SG  |
| --- | ----------- | -- | - | - | - | - | -- | -- | --- |
| 1   | São Paulo   | 18 | 6 | 6 | 0 | 0 | 50 | 1  | 49  |
| 2   | São Bento   | 9  | 6 | 3 | 0 | 3 | 14 | 13 | 1   |
| 3   | Rio Preto   | 6  | 6 | 2 | 0 | 4 | 13 | 28 | -15 |
| 4   | Nacional-SP | 3  | 6 | 1 | 0 | 5 | 7  | 43 | -36 |

|           | NAC  | SBE | SPO  | RPT  |
| --------- | ---- | --- | ---- | ---- |
| Nacional  | -    | 2-3 | 0-10 | 5-4  |
| São Bento | 6-0  | -   | 1-5  | 4-1  |
| São Paulo | 13-0 | 3-0 | -    | 11-0 |
| Rio Preto | 6-0  | 2-0 | 0-8  | -    |

## Fase final

### Chaveamento final
|  | Quartas de final   | Quartas de final   | Quartas de final   | Quartas de final   |   |           | Semifinais          | Semifinais          | Semifinais          | Semifinais          |  |            | Final                          | Final                          | Final                          | Final                          |  |  |
|  | 7 a 15 de novembro | 7 a 15 de novembro | 7 a 15 de novembro | 7 a 15 de novembro |   |           | 18 a 21 de novembro | 18 a 21 de novembro | 18 a 21 de novembro | 18 a 21 de novembro |  |            | 28 de novembro a 5 de dezembro | 28 de novembro a 5 de dezembro | 28 de novembro a 5 de dezembro | 28 de novembro a 5 de dezembro |  |  |
|  |                    |                    |                    |                    |   |           |                     |                     |                     |                     |  |            |                                |                                |                                |                                |  |  |
|  | Palmeiras          | 2                  | 7                  | 9                  |   |           |                     |                     |                     |                     |  |            |                                |                                |                                |                                |  |  |
|  | São Bento          | 2                  | 1                  | 3                  |   |           |                     |                     |                     |                     |  |            |                                |                                |                                |                                |  |  |
|  | São Bento          | 2                  | 1                  | 3                  |   | Palmeiras | 1                   | 2                   | 3                   |                     |  |            |                                |                                |                                |                                |  |  |
|  |                    |                    |                    |                    |   | Palmeiras | 1                   | 2                   | 3                   |                     |  |            |                                |                                |                                |                                |  |  |
|  |                    | Portuguesa         | 2                  | 2                  | 4 |           |                     |                     |                     |                     |  |            |                                |                                |                                |                                |  |  |
|  | Portuguesa         | Portuguesa         | 2                  | 2                  | 4 | 4         | 6                   | 10                  |                     |                     |  |            |                                |                                |                                |                                |  |  |
|  | Portuguesa         |                    |                    |                    |   | 4         | 6                   | 10                  |                     |                     |  |            |                                |                                |                                |                                |  |  |
|  | Lemense            | 0                  | 6                  | 1                  |   |           |                     |                     |                     |                     |  |            |                                |                                |                                |                                |  |  |
|  | Lemense            | 0                  | 6                  | 1                  |   |           |                     |                     |                     |                     |  | Portuguesa | 0                              | 2                              | 2                              |                                |  |  |
|  |                    |                    |                    |                    |   |           |                     |                     |                     |                     |  | Portuguesa | 0                              | 2                              | 2                              |                                |  |  |
|  |                    | São Paulo          | 1                  | 3                  | 4 |           |                     |                     |                     |                     |  |            |                                |                                |                                |                                |  |  |
|  | São Paulo          | São Paulo          | 1                  | 3                  | 4 | 6         | 8                   | 14                  |                     |                     |  |            |                                |                                |                                |                                |  |  |
|  | São Paulo          |                    |                    |                    |   | 6         | 8                   | 14                  |                     |                     |  |            |                                |                                |                                |                                |  |  |
|  | Juventus-SP        | 0                  | 0                  | 0                  |   |           |                     |                     |                     |                     |  |            |                                |                                |                                |                                |  |  |
|  | Juventus-SP        | 0                  | 0                  | 0                  |   | São Paulo | 7                   | 8                   | 15                  |                     |  |            |                                |                                |                                |                                |  |  |
|  |                    |                    |                    |                    |   | São Paulo | 7                   | 8                   | 15                  |                     |  |            |                                |                                |                                |                                |  |  |
|  |                    | Matonense          | 1                  | 0                  | 1 |           |                     |                     |                     |                     |  |            |                                |                                |                                |                                |  |  |
|  | Santos             | Matonense          | 1                  | 0                  | 1 | 1         | 0                   | 1                   |                     |                     |  |            |                                |                                |                                |                                |  |  |
|  | Santos             |                    |                    |                    |   | 1         | 0                   | 1                   |                     |                     |  |            |                                |                                |                                |                                |  |  |
|  | Matonense          | 2                  | 1                  | 3                  |   |           |                     |                     |                     |                     |  |            |                                |                                |                                |                                |  |  |

## Premiação
| Campeonato Paulista de Futebol Feminino 1999 |
| -------------------------------------------- |
| São Paulo Campeão (2° título)                |